# Billbergia domingosmartinsis
Billbergia domingosmartinsis är en gräsväxtart som beskrevs av Elvira Angela Gross. Billbergia domingosmartinsis ingår i släktet Billbergia och familjen Bromeliaceae. Inga underarter finns listade i Catalogue of Life.